# Lambertus Christiaan Grijns

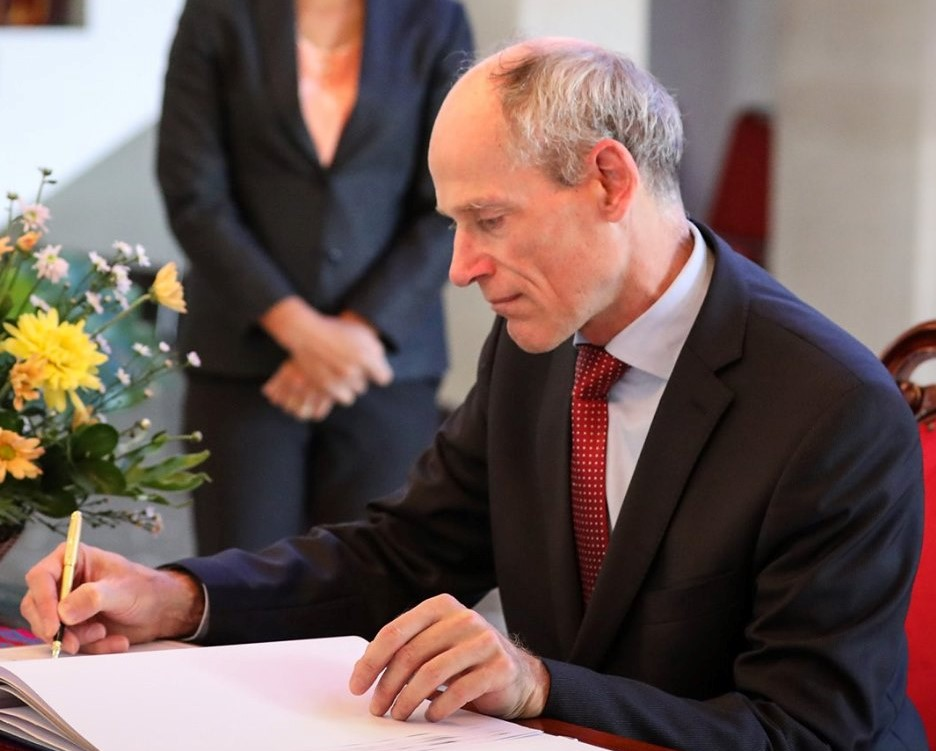
Lambertus Christiaan Grijns (2020)

Lambertus Christiaan Grijns (* 1962 in Bogor, Indonesien) ist ein niederländischer Diplomat.
Grijns kam in Bogor, im Westen von Java zur Welt. 1970 zog seine Familie in die Niederlande um. Grijns kehrte aber 1970 nach Indonesien zurück, um in Bandung zu studieren und von 1987 bis 1988 hier zu arbeiten. Als Diplomat war Grijns in Vietnam, Ruanda und Costa Rica. Von 2008 bis 2011 war er niederländischer Botschafter in Nicaragua. Danach arbeitete Grijns in den Niederlanden, bevor er 2019 zum niederländischen Botschafter in Jakarta ernannt wurde, mit Zuständigkeit für Indonesien (Akkreditierung: 20. November 2019), Osttimor (Akkreditierung: 21. Februar 2020) und Singapur (Akkreditierung: 9. September 2019) sowie den ASEAN (Akkreditierung: 6. November 2019).

## Sonstiges
Grijns ist verheiratet und hat drei Kinder.